# Siglophora ferreilutea
Siglophora ferreilutea är en fjärilsart som beskrevs av George Francis Hampson 1895. Siglophora ferreilutea ingår i släktet Siglophora och familjen trågspinnare. Inga underarter finns listade i Catalogue of Life.

## Bildgalleri

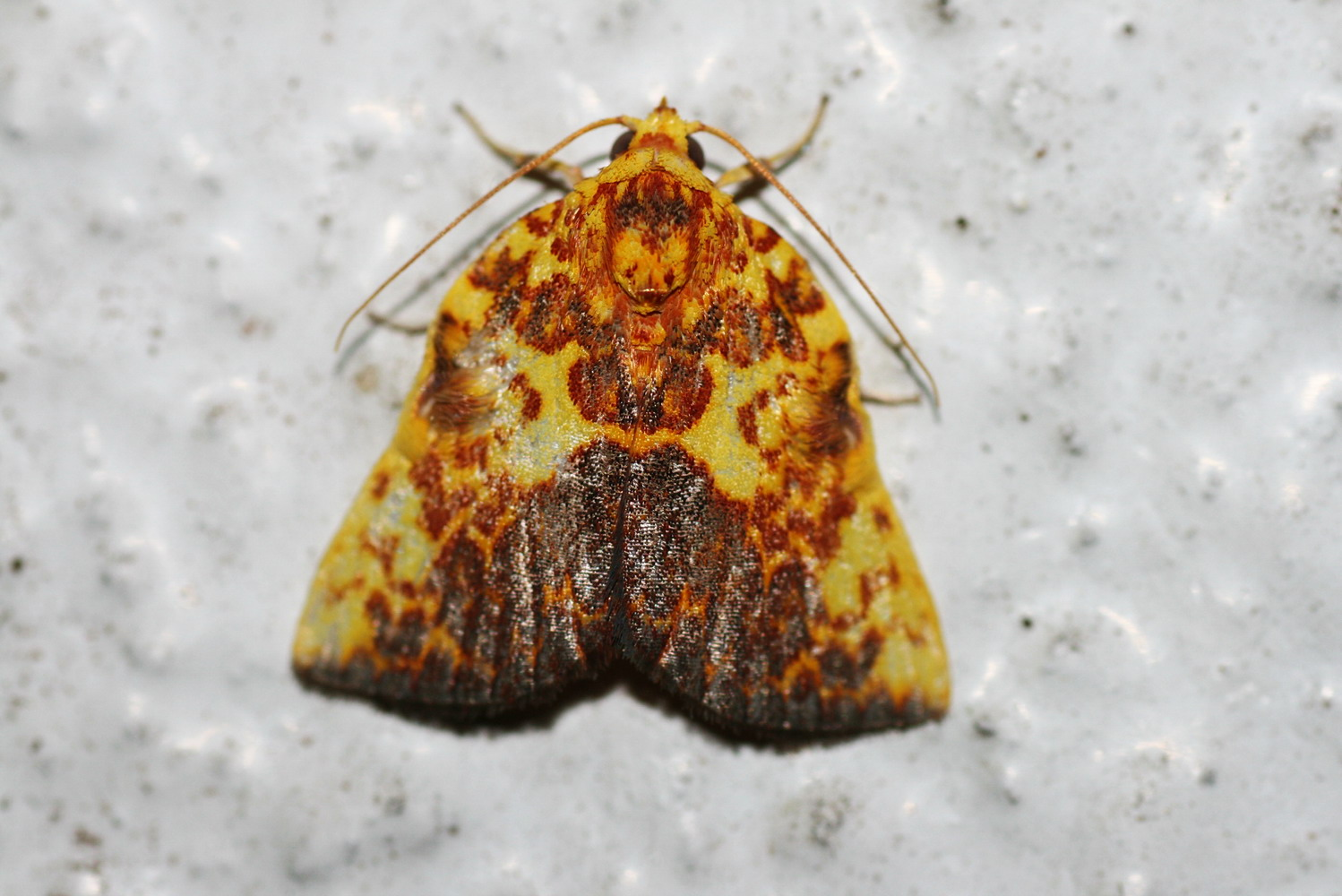